# コートランド・サットン
- カートランド・サットン

コートランド・ジャリール・サットン（Courtland Jaleel Sutton, 1995年10月10日 - ）は、アメリカ合衆国テキサス州ブレナム出身のプロアメリカンフットボール選手。NFLのデンバー・ブロンコスに所属している。ポジションはワイドレシーバー。

## 経歴

### カレッジ
南メソジスト大学での4年間で195回のキャッチで3,220レシーブ獲得ヤード、31レシーブ獲得タッチダウンを記録した。
2017年シーズン終了後、2018年のNFLドラフトにエントリーすることを発表した。

### デンバー・ブロンコス
| 身長                      | 体重           | 腕 の 長 さ       | 手 の 大 き さ   | 40Yrd ダ ッ シ ュ | 10Yrd ス プ リ ッ ト | 20Yrd ス プ リ ッ ト | 20Yrd シ ャ ト ル | 3 コ 丨 ン ド リ ル | 垂 直 跳 び       | 立 ち 幅 跳 び      | ベ ン チ プ レ ス |
| ------------------------- | -------------- | ----------------- | ---------------- | ----------------- | -------------------- | -------------------- | ----------------- | ------------------- | ----------------- | ------------------- | ----------------- |
| 6 ft 3+3⁄8 in (191 cm)    | 218 lb (99 kg) | 32+3⁄8 in (82 cm) | 9+3⁄4 in (25 cm) | 4.54 s            | 1.52 s               | 2.61 s               | 4.11 s            | 6.57 s              | 35+1⁄2 in (90 cm) | 10 ft 6 in (3.20 m) | 18 回             |
| All values from NFL Draft |                |                   |                  |                   |                      |                      |                   |                     |                   |                     |                   |

ドラフト2巡目全体40位でデンバー・ブロンコスから指名された。

#### 2018年シーズン
レギュラーシーズン第1週のシアトル・シーホークス戦でNFLデビューを果たした。第5週のニューヨーク・ジェッツ戦では、キャリア初のタッチダウンを記録した。
最終的に2018年シーズンは、42回のキャッチで704レシーブ獲得ヤード、4タッチダウンを記録した。

#### 2019年シーズン

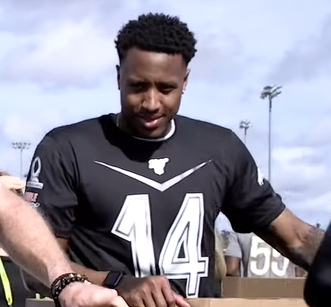
2020年のプロボウルでのサットン

レギュラーシーズン第1週のオークランド・レイダースで、7回のキャッチで120レシーブ獲得ヤードを記録した。第11週のミネソタ・バイキングス戦では、5回のキャッチで113レシーブ獲得ヤードを記録した。
このシーズンは72回のキャッチで1,112レシーブ獲得ヤード、6レシーブ獲得タッチダウンを記録した。また、シーズン後にはディアンドレ・ホプキンスの代理としてキャリア初のプロボウルに選出された。

#### 2020年シーズン
レギュラーシーズン第1週のピッツバーグ・スティーラーズ戦でACLを断裂し、シーズン終了となった。

#### 2021年シーズン
2021年11月21日、4年6,080万ドルの契約延長に合意した。
このシーズンは58回のキャッチで776レシーブ獲得ヤード、2レシーブ獲得タッチダウンを記録した。

#### 2022年シーズン
レギュラーシーズン第2週のヒューストン・テキサンズ戦では、7回のキャッチで122レシーブ獲得ヤードを記録した。
このシーズンは64回のキャッチで829レシーブ獲得ヤード、2レシーブ獲得タッチダウンを記録した。

#### 2023年シーズン
このシーズンは59回のキャッチで772レシーブ獲得ヤード、10レシーブ獲得タッチダウンを記録した。

#### 2024年シーズン
このシーズンは81回のキャッチで1,081レシーブ獲得ヤード、8レシーブ獲得タッチダウンを記録した。